# BB Ge 4/4 82
BB Ge 4/4 číslo 82 (později RhB Ge 4/4 číslo 182) je čtyřnápravová elektrická lokomotiva Rhétské dráhy (RhB), která byla postavena v roce 1928 pro tehdejší samostatnou Berninskou dráhu (Berninabahn-Gesellschaft, zkratka BB) a po převzetí trati přešla do majetku Rhétské dráhy (RhB). Pro svou vnější podobnost s lokomotivami Ge 6/6I Rhétské dráhy a Ce 6/8II a III Švýcarských spolkových drah (SBB), které byly známé jako krokodýli, je tato lokomotiva známá také jako berninský krokodýl.

## Historie

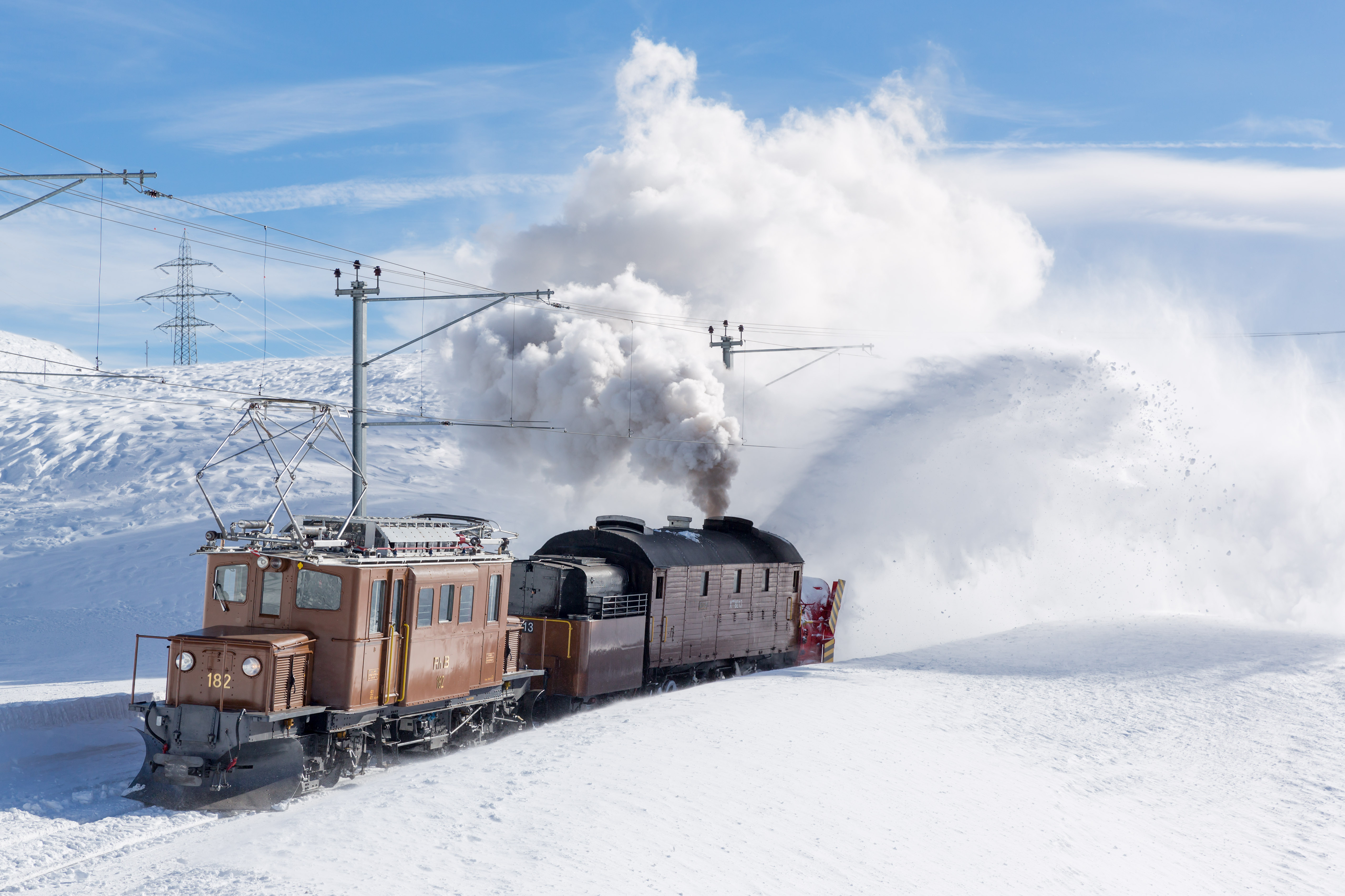
Lokomotiva 182, sunoucí parní sněhovou frézu

Lokomotiva byla 10. března 1928 dodána Společnosti Berninské dráhy (Berninabahn-Gesellschaft, BB) pro provoz na úzkorozchodné trati ze Svatého Mořice přes Pontresinu, průsmyk Bernina a Poschiavo do Tirana v Itálii. Po převzetí nezávislé společnosti Rhétskou dráhou (RhB) v roce 1944 byla lokomotiva i ostatní vozidla BB převedena do jejího vlastnictví.
V roce 1946 byla lokomotiva rekonstruována; její čelní plochy sněhových pluhů byly upraveny na normální čelní plochy. V důsledku změněného rozložení hmotnosti musely být původně excentricky uspořádané čepy podvozků přesunuty do středu podvozků. Tím se lokomotiva stala o 2 tuny lehčí a o 40 cm kratší. Lokomotiva byla vážně poškozena při nehodách v letech 1953 a 1962, ale pokaždé byla opravena. V roce 1961 byla lokomotiva přečíslována z čísla 82 na nové číslo 182, aby se uvolnila řada 51–99 pro posunovací lokomotivy. V roce 1977 byla lokomotiva vyřazena a putovala do Švýcarského muzea dopravy v Lucernu, kde byla prezentována na výstavě lokomotiv typu „krokodýl“ a zůstala tam až do roku 1981.
V roce 1984 ji zakoupila francouzská soukromá osoba, respektive společnost, a převezla ji na trať francouzské dráhy St.Georges-de-Commiers – La-Mure (SGLM) s metrovým rozchodem. Poté, co se společnost soukromé osoby dostala do finančních potíží a stav lokomotivy, která byla odstavena venku, se znatelně zhoršil a hrozilo její sešrotování, bylo nutné jednat. Jednalo se o obtížný právní krok, neboť na lokomotivu byl již vyhlášen konkurz. Po peripetiích lokomotivu získal Club 1889, železniční klub z kantonu Graubünden, a v roce 1999 ji jeho skupina Associazione 182 převezla zpět do Švýcarska, aby ji po renovaci opět používala na Berninské dráze jako nostalgické vozidlo. První zkušební jízda vlastní silou se po generální opravě uskutečnila 28. května 2010. Od června 2010 je lokomotiva oficiálně opět v provozu a je využívána pro speciální muzejní jízdy na trati přes Berninu.

## Popis
Lokomotiva se skládá ze tří částí – dvou podvozků s nízkými kapotami a lokomotivní skříně. Na rozdíl od normálněrozchodných krokodýlů přenáší lokomotivní skříň podélné síly. Na každém podvozku je uložen nad jalovým hřídelem jednofázový komutátorový trakční motor s cizí ventilací. Lokomotiva nemá běhouny.
V lokomotivní skříni je umístěn vzduchem chlazený transformátor, ventilátor transformátoru, kompresor a měnič pro napájení nízkonapěťových obvodů. Dva pantografové sběrače proudu jsou umístěny na převislých koncích střechy, pod skříní se nachází hlavní vzduchojem.